# Zarzeczany (rejon lidzki)
Zarzeczany (biał. Зарачаны, Zaraczany; ros. Заречаны, Zarieczany) – wieś na Białorusi, w obwodzie grodzieńskim, w rejonie lidzkim, w sielsowiecie Honczary.

## Historia
W XIX i w początkach XX w. położone były w Rosji, w guberni wileńskiej, w powiecie lidzkim, w gminie Bielica. W 1865 wieś podzielona była na trzy części według własności: 16 dusz rewizyjnych mieszkało w części księcia Witgensteina, 15 dusz w części Jeżewskich i 7 dusz w części skarbowej.
W dwudziestoleciu międzywojennym leżały w Polsce, w województwie nowogródzkim, w powiecie lidzkim, w gminie Bielica. W 1921 miejscowość liczyła 167 mieszkańców, zamieszkałych w 37 budynkach, wyłącznie Polaków. 154 mieszkańców było wyznania rzymskokatolickiego i 13 prawosławnego.
Po II wojnie światowej w granicach Związku Sowieckiego. Od 1991 w niepodległej Białorusi.